# Tournoi d'ouverture du championnat de Colombie de football 2002
Navigation
Saison précédente Tournoi suivant
Le tournoi d'ouverture de la saison 2002 du Championnat de Colombie de football est le premier tournoi de la cinquante-cinquième édition du championnat de première division professionnelle en Colombie. 
Les dix-huit meilleures équipes du pays disputent le championnat semestriel qui se déroule en deux phases :
- lors de la phase régulière, les équipes s'affrontent une fois plus cinq rencontres face à des formations du même secteur géographique.
- les huit premiers du classement disputent la phase finale (deux poules de quatre équipes), dont les deux vainqueurs se rencontrent lors de la finale nationale pour le titre.

C'est le club de l'América de Cali, double tenant du titre, qui remporte la compétition, après avoir battu en finale l'Atlético Nacional. C'est le douzième titre de champion de l'histoire du club.

## Qualifications continentales
Le vainqueur du tournoi se qualifie pour la phase de groupes de la prochaine édition de la Copa Libertadores. De plus, exceptionnellement cette saison, les deux finalistes du tournoi Ouverture se qualifient pour la Copa Sudamericana 2002, dont c'est l'édition inaugurale.

## Les clubs participants
| - Independiente Santa Fe - CD Los Millonarios - Deportivo Tuluá - Deportes Tolima - Once Caldas - Independiente Medellin - Real Cartagena - Deportivo Pasto - Deportes Quindio - Promu de Copa Aguila | - Atlético Nacional - Atlético Huila - América de Cali - Atlético Bucaramanga - Deportivo Pereira - Unión Magdalena - Promu de Copa Aguila - Deportivo Cali - Atlético Junior - Envigado FC |

## Compétition
Le barème utilisé pour établir l'ensemble des classements est le suivant :
- Victoire : 3 points
- Match nul : 1 point
- Défaite : 0 point

### Phase régulière
| Rang | Équipe                 | Pts | J  | G  | N | P  | Bp | Bc | Diff |
| ---- | ---------------------- | --- | -- | -- | - | -- | -- | -- | ---- |
| 1    | Deportivo Cali         | 39  | 22 | 11 | 6 | 5  | 44 | 24 | +20  |
| 2    | Independiente Santa Fe | 38  | 22 | 10 | 8 | 4  | 26 | 13 | +13  |
| 3    | Atlético Nacional      | 38  | 22 | 10 | 8 | 4  | 24 | 18 | +6   |
| 4    | Envigado FC            | 36  | 22 | 10 | 6 | 6  | 21 | 18 | +3   |
| 5    | Deportivo Pasto        | 34  | 22 | 9  | 7 | 6  | 29 | 27 | +2   |
| 6    | Atlético Bucaramanga   | 33  | 22 | 9  | 6 | 7  | 24 | 22 | +2   |
| 7    | Unión MagdalenaP       | 33  | 22 | 9  | 6 | 7  | 27 | 27 | 0    |
| 8    | América de CaliT       | 33  | 22 | 8  | 9 | 5  | 27 | 22 | +5   |
| 9    | Once Caldas            | 32  | 22 | 9  | 5 | 8  | 36 | 29 | +7   |
| 10   | Deportivo Pereira      | 32  | 22 | 8  | 8 | 6  | 20 | 16 | +4   |
| 11   | Deportes QuindíoP      | 30  | 22 | 7  | 9 | 6  | 24 | 30 | -6   |
| 12   | Atlético Junior        | 26  | 22 | 7  | 5 | 10 | 19 | 25 | -6   |
| 13   | CD Los Millonarios     | 23  | 22 | 5  | 8 | 9  | 17 | 21 | -4   |
| 14   | Atlético Huila         | 22  | 22 | 5  | 7 | 10 | 21 | 32 | -11  |
| 15   | Deportivo Tuluá        | 21  | 22 | 5  | 6 | 11 | 16 | 25 | -9   |
| 16   | Independiente Medellín | 21  | 22 | 4  | 9 | 9  | 26 | 32 | -6   |
| 17   | Real Cartagena         | 20  | 22 | 4  | 8 | 10 | 17 | 25 | -8   |
| 18   | Deportes Tolima        | 18  | 22 | 3  | 9 | 10 | 18 | 30 | -12  |

|  | Qualification pour la phase finale |

### Phase finale

#### Demi-finales
| Rang | Équipe            | Pts | J | G | N | P | Bp | Bc | Diff |
| ---- | ----------------- | --- | - | - | - | - | -- | -- | ---- |
| 1    | Atlético Nacional | 16  | 6 | 5 | 1 | 0 | 12 | 4  | +8   |
| 2    | Unión Magdalena   | 9   | 6 | 3 | 0 | 3 | 12 | 9  | +3   |
| 3    | Deportivo Cali    | 8   | 6 | 2 | 2 | 2 | 11 | 13 | -2   |
| 4    | Deportivo Pasto   | 1   | 6 | 0 | 1 | 5 | 4  | 13 | -9   |

| Rang | Équipe                 | Pts | J | G | N | P | Bp | Bc | Diff |
| ---- | ---------------------- | --- | - | - | - | - | -- | -- | ---- |
| 1    | América de Cali        | 12  | 6 | 4 | 0 | 2 | 6  | 6  | 0    |
| 2    | Independiente Santa Fe | 11  | 6 | 3 | 2 | 1 | 9  | 5  | +4   |
| 3    | Envigado FC            | 8   | 6 | 2 | 2 | 2 | 6  | 4  | +2   |
| 4    | Atlético Bucaramanga   | 2   | 6 | 0 | 2 | 4 | 4  | 10 | -6   |

#### Finale
| Équipe 1        | Résultat | Équipe 2          | Aller | Retour |
| --------------- | -------- | ----------------- | ----- | ------ |
| América de Cali | 3 - 1    | Atlético Nacional | 2 - 1 | 1 - 0  |

## Bilan de la saison
| Championnat de Colombie de football 2002 |                             |
| Champion                                 | América de Cali (12e titre) |
| Qualifications continentales             |                             |
| Copa Libertadores 2003                   | América de Cali             |
| Copa Sudamericana 2002                   | América de Cali             |
| Copa Sudamericana 2002                   | Atlético Nacional           |
| Promotions et relégations                |                             |
| Promus en Copa Mustang                   | Aucun                       |
| Relégués en Copa Aguila                  | Aucun                       |